# Yekleh
Yekleh (persiska: يكله) är en ort i Iran.   Den ligger i provinsen Hamadan, i den nordvästra delen av landet, 240 km väster om huvudstaden Teheran. Yekleh ligger 1 617 meter över havet och antalet invånare är 940.
Terrängen runt Yekleh är en högslätt. Runt Yekleh är det ganska tätbefolkat, med 199 invånare per kvadratkilometer. Närmaste större samhälle är Qahāvand, 2,0 km söder om Yekleh. Trakten runt Yekleh består i huvudsak av gräsmarker.